# 羅德島車站夜總會大火

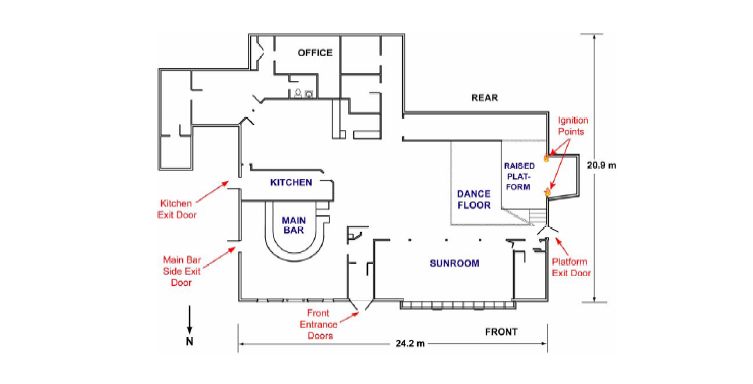
車站夜總會平面圖，顯示可用的出口

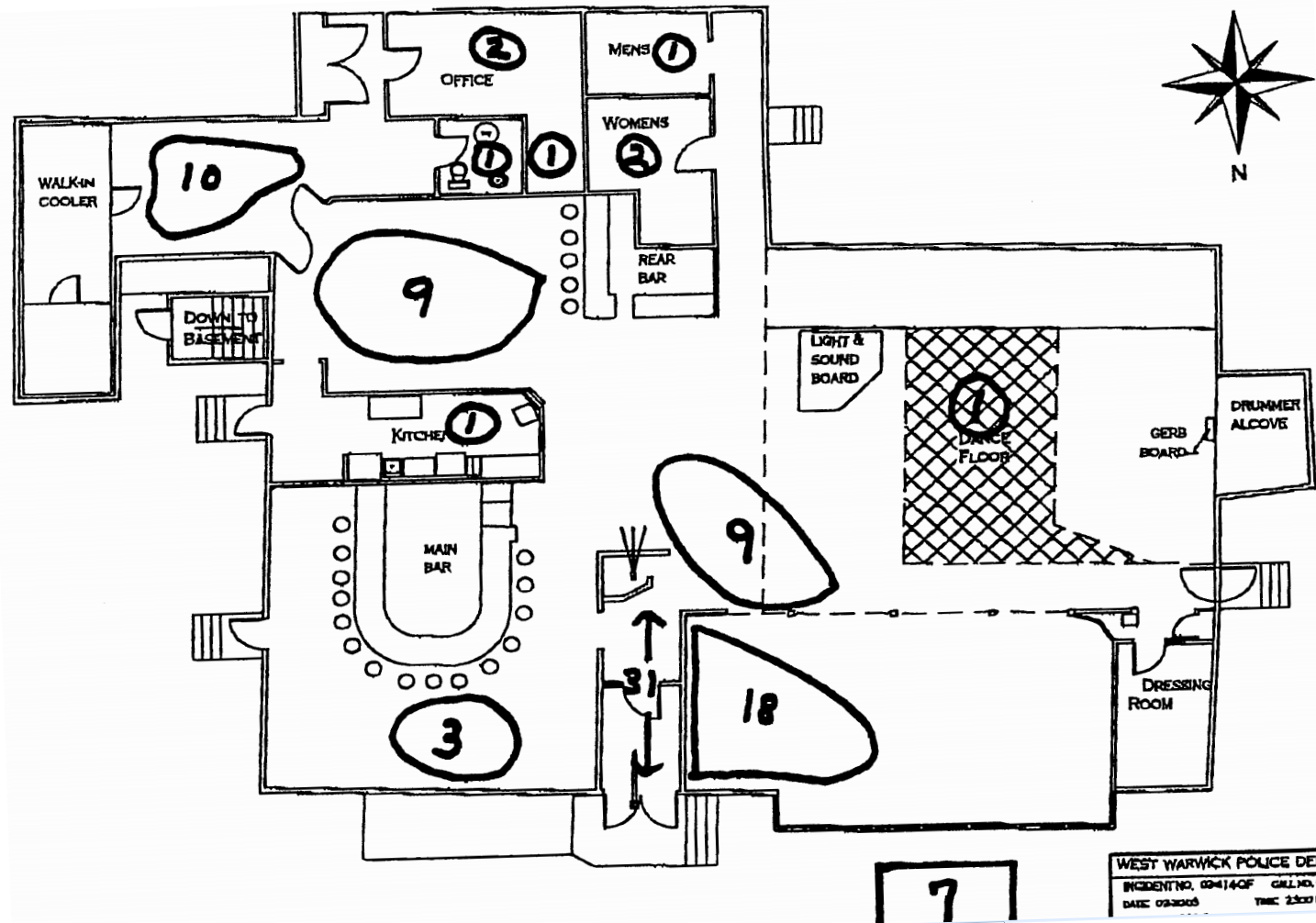
依位置的罹難者數目（主出口在正下方）

羅德島車站夜總會大火发生于2003年2月20日，美國羅德島州上的車站夜總會（英語：Station nightclub）正在舉行現場演唱，表演團體在舞台上燃放煙火（美國法令不允許在室內燃放煙火），煙火的火花飛濺到布幕上引起火焰。現場機警的樂迷馬上發現事情不對勁，但是仍然有樂迷以為是特殊效果。火花很快的自布幕蔓延到天花板，火勢在短時間內迅速延燒，許多人倉皇向外跑，卻被堵在門口、逃生不及吸入濃煙致死。結果造成100人喪生，230人受傷。

## 另見
- 夜總會火災列表（英语：List of nightclub fires）

## 外部連結
- YouTube上的 Fatal fire at the concert：有位攝影師將現場情況拍下。